# 死体売買

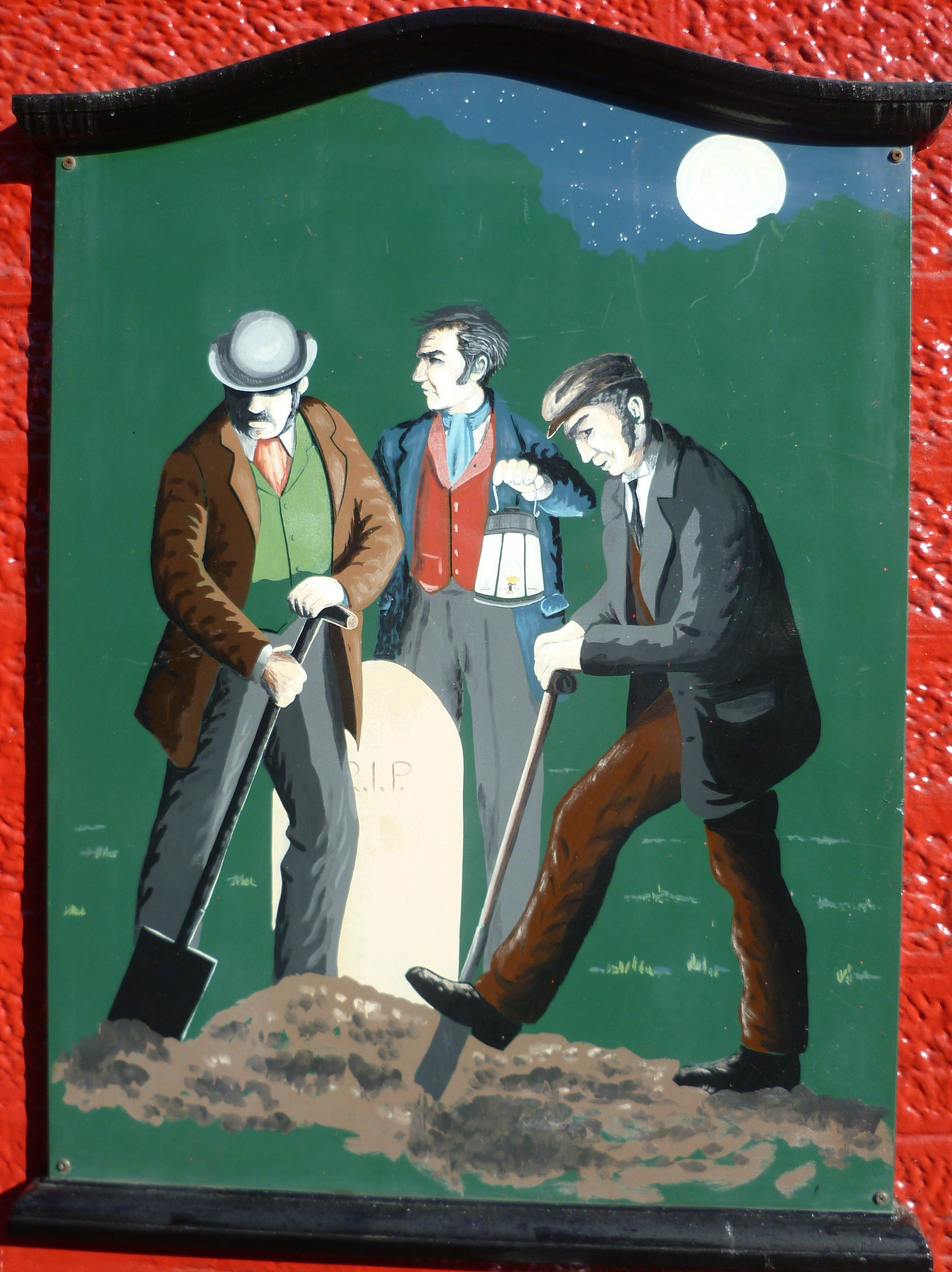
死体を売るために墓を荒らす様子を描いた絵。

死体売買（したいばいばい, 英: Body snatching）は教会の墓地から隠密に死体を掘り出し医学校の解剖学講義実習のために売ること。この職業の人と墓場荒らしは「死体盗掘人」と呼ばれる。

## 連合王国における状況
西暦1832年に解剖に関する法律 (1832年)（英語）が成立する以前、連合王国（イギリス）において合法的に解剖用として供給される死体は、法廷で死刑と解剖の刑を宣告されたものだけだった。解剖の刑を言い渡されるものは、大抵無慈悲な犯罪を犯したものであった。食べ物の窃盗のようなことでも収監されるが、殺人で有罪となった場合、死刑と解剖の刑を宣告される可能性があった。これらの刑罰による供給量では、医学校や私立の解剖学校（1832年以前は免許が要らなかった）のための検体は不足していた。1700年代には、微罪で幾百もの死刑が行われたが、19世紀になると毎年55名の絞首刑のみとなった。しかし、医学校の拡充により500体が必要とされていた。
死体の冷凍保存に電力が供給されるようになるまでは、死体は速やかに腐敗し研究に使えなくなった。そのため医療従事者は器官や筋肉や脂肪の組織を調べるに足る新しい死体の供給を死体盗掘に頼るようになった。
死体を盗むことはコモン・ローにおいては重罪ではなく軽犯罪であり、罰金か懲役程度で、流刑や死罪になることはなかった。当局が必要悪には目をつぶる傾向にあったため、これは危険を冒しても十分儲かる商売だった。
死体の盗掘があまりにも世の中に蔓延したため、死者の親族や友人が埋葬まで見守ることが珍しくなくなり、その後も墓地の監視を続けることが一般的になった。鉄の棺桶、墓地まわりのモートセーフと呼ばれる鉄柵（エディンバラのグレンフライアーズ教会には比較的よく残っている）も行われた。オランダでは、救貧院が葬儀屋からわずかな謝礼を貰うのが当たり前になっていた。葬儀屋は埋葬に関する法律に違反した罰金を払った上、（特に身寄りのない者の）死体を医師へ転売した。
金属製よりも静かに掘れる木製のスコップで新しい埋葬地の頭側を掘り、棺に当たったら（ロンドンの墓はとても浅かった）棺を壊して開け、死体に紐をかけ引き出すのが死体盗掘の方法の一つであった。宝石や衣服を盗むと重罪になるため、それらには手をつけないように注意しながら盗んだ。
医学誌「ランセット」には他の方法が記載されている。頭方向に15フィート〜20フィート（およそ4.5メートル〜6.1メートル）離れた芝生をマンホールに四角く剥ぎ、地下4フィート（およそ1.2メートル）ほどの深さに埋まった棺までトンネルを掘る。棺の頭側を取り外して死体をトンネルの中へ引きずり出す。芝は元通りにされるため、墓を監視している親類も、離れたところにある多少の変化には気がつかない。この記事は、発見された空の棺桶の数が「当時、死体の盗掘が頻繁に行われた事の疑いの余地が無い証拠」を示唆している。
1827年から1828年、死体が新しいほど高く買い取られたため、エディンバラの死体盗掘者バークとヘアーは戦略を変更し、死体盗掘人から人殺しになった。彼らの犯罪行為に加え、それを模倣したロンドン・バーカーズと呼ばれる集団が現れたため、1832年に解剖に関する法律が設けられた。これにより、引き取り手のない遺体と、親族により献体された遺体を解剖学に用いることができるようになり、解剖教師を免許制としたため事実上この風習は無くなった。イギリスにおける現在の学術目的の屍体利用は、人体組織局（英語）の管轄である。

## 他の国
大英帝国の他の地域など、例えばカナダでも広く行われていた。保存法が無いことや宗教的な慣習によって、医学生が新しい死体を入手することは困難であった。医学生は頻繁に死体盗掘に頼った。
パリでの研究中、ヴェサリウスは仲間の学生とともに墓暴きをするのが常であった。
おおよそ月当たり312体が死体盗掘者として雇われた者から供給された。

## フィクションにおける死体売買
- チャールズ・ディケンズの二都物語のジェリー・クランチャーは夜に死体盗掘人として働いていた。
- ロバート・ルイス・スティーヴンソンの短編「死体盗人（英語版）」 The Body Snatcher （1884年）[5]はよく知られている。1945年にはロバート・ワイズ監督、ボリス・カーロフ主演により『死体を売る男』（原題同じ）として映画化された。
- ペット・ショップ・ボーイズの「ファンダメンタル」からリリースされた2006年初のシングル“I'm with stupid”のボーナストラックが“The Resurrectionist”であるが、これはサラ・ワイズの“The Italian Boy: Murder and Grave-Robbery in 1830s London”に着想を得ている（ロンドン・バーカーズ参照）。
- 最近の著作では、ジェイムス・ブラッドリーの“The Resurrectionist”、ヒラリー・マンテルの“The Giant O'Brien”とアン・リナルディの“An Acquaintance with Darkness”が死体の取引について触れている。
- ハワード・フィリップス・ラヴクラフトの小説『死体蘇生者ハーバート・ウェスト』では、医学者ハーバート・ウェストが蘇生実験のため自ら死体盗掘を繰り返す。
- 映画「血の回廊」では、クリストファー・リーが、死体盗掘人ジョーの役を演じている。
- メル・ブルックスの映画「ヤング・フランケンシュタイン」では、フレデリック・フランケンシュタインとアイゴールが、甦らせるために死体を掘り出す。
- レディオヘッド2007年の「イン・レインボウズ」の2曲目は「バディスナッチャーズ」である。
- テレビの人気番組Dr.HOUSEでは、ハウスの担当する医学生グループが医学研究目的で墓から死体を持ち出す。
- テス・ジェリッツェンの著書The Bone Gardenで死体売買が扱われている。

## 現在の状況
現在でもこのような報告はあるが、極めて稀である。イギリスの悪名高い事例の1つとして、南スタフォードシャーのリッチフィールド（英語）近郊のヨックソール教会（英語）からグラディ・ハモンドの死体が盗まれた。ハモンド夫人の死体は、学術研究用モルモットを繁殖させる認可施設、ダーレーオークス農場に反対運動をしている、動物の権利保護運動の過激派に持ち去られた。ハモンド夫人は、農場の所有者のひとりの義母であった。4年にわたるスタフォードシャー警察の捜査で、Save the Newchurch Guinea Pigs（SNGP）のリーダー4人（エドバストンのケリー・ホイットバーン、ウェルバーハンプトンのジョン・スミス、マンチェスターのジョン・エイブルホワイトら男性3人と、スタフォードシャーのジョセフィーヌ・マヨの女性1人）を恐喝の容疑で投獄した。刑期はそれぞれ男性が12年、女性が4年である。警察の発表によるとハモンド夫人の死体(そのものは、彼らからの情報に基づき警察により回収された)の窃盗も罪状に含むとのことである。
同種移植のために、移植外科からは今でも需要があるため、現代版「死体盗掘人」が供給している。このようにして得られた組織は、医学的に不安定であり、安全ではない。アリステア・クークの骨格は、「死体盗掘人」により火葬の前に切りきざまれた。

## ニュージーランド
西暦2007年から2008年にかけ、広く報道された事例がある。ジャック・タカモアは2007年8月に死去すると、20年以上連れ添った配偶者はクライストチャーチに埋葬したがった。ところが故人の親族は配偶者に無断で遺体を運び出すと、ベイ・オブ・プレンティのKutarere（英語）に埋葬してしまった。同年12月にティナ・マーシャル・マクメナミンはロウワーハットに埋葬される手はずであったが、実の父親が引き取りルアトリアに埋めた。アイビー・メイ・ナガホロは遺書で埋葬地をハミルトン（英語）に指定してあったのに、2008年3月、20年ぶりに現れた娘が葬儀場から遺体をタウマルヌイに運んで埋葬しようとした。何度か協議を重ねた末、ハミルトンに戻して葬った。
ニュージーランドの法律によると死体には所有権が及ばないため「死体盗掘」は違法ではなく、警察は動くことができない。

## 関連資料
- J B Bailey, editor (1896). The Diary of a Resurrectionist. London.  発行年当時のイギリス以外の国における死体盗掘に関して、解剖向けに行われた書誌情報と関連法規。
- Vieux Doc (docteur Edmond Grignon) (1930). En guettant les ours : mémoires d'un médecin des Laurentides（フランス語）, Montréal : Éditions Édouard Garand.  ケベック国立図書館（英語）の電子化事業による。
- "Waking the Dead: how to steal a dead body"（死者と散歩：死体の盗み方）, Blather.net.
- Burch, Druin (2007). Digging up the Dead: The Life and Times of Astley Cooper, an Extraordinary Surgeon.（英語）（遺体を掘り出す：尋常ならざる医師A・クーパーの時代） Chatto & Windus, London.
- C W Herr, editor (1799). The Horrors of Oakendale Abbey. Mrs Carver. Zittaw Press. ゴシックホラー。若い女性が閉じ込められた廃修道院は、墓盗人と死体売人の根城だった。迫る恐怖。
- Richardson, Ruth (2001). Death, Dissection, and the Destitute. 「解剖に関する法律」（Anatomy Act）ならびに死体売人が都市部の貧困層に与えた影響について優れた情報源。
- Roach, Mary (2003). "Stiff: The Curious Lives of Human Cadavers". 「解剖法」以前の解剖を調べユーモラスにまとめた情報源。